# Wełyki Komjaty
Wełyki Komjaty (ukr. Великі Ком'яти) – wieś na Ukrainie, w obwodzie zakarpackim, w rejonie berehowskim, w hromadzie Wynohradiw. W 2001 liczyła 6772 mieszkańców.

## Urodzeni
- Wasyl Popowycz - biskup greckokatolicki.